# ティーツリー
- ティーツリー
- ティートゥリー[1]
- ティートリー

ティーツリー（一般名Narrow-leaved Paperbark Tea tree）は、フトモモ科コバノブラシノキ属の常緑植物、学名はMelaleuca alternifolia。精油のティーツリー油（英: Tea tree oil、ティーツリーオイル）はこの植物の葉から抽出されたもの。精油は消毒、皮膚の問題に用いられ、スキンケア用品に配合されることもある。皮膚刺激性のあるシネオールの少ないものが医療用に推奨されている。他にティーツリーと呼ばれる植物も最初の項で説明する。

## ティーツリー
フトモモ科の植物は葉に斑点があり絞ると精油を放出し、コバノブラシノキ属 (Melaleuca、メラレウカ) に属する種を、オーストラリアでは集合的にティーツリーと呼んでいるため混乱がある。
別の植物 マヌカ（学名 Leptospermum scoparium、マヌカハニーの原料）の葉を煮ることで茶ができることから、当時の探検家ジェームズ・クック（クック船長）は Tea Plant と呼んで自家製ビールにも配合した。探検家のジョン・ホワイトは、1790年の著書『ニューサウスウェールズへの航海』に、ティーツリーの呼称が乗船員によって名付けられたことを記しており、これには本種 (M. alternifolia) とは異なるが同様にお茶（Tea）として利用されていた M. attenuatum と見られる植物の挿絵が描かれていた。こうして19世紀には、総称としてティーツリーと呼ばれるようになった。
一般名 Narrow-leaved Paperbark Tea tree が同名のもの。
- 本種 (M. alternifolia)
- 別種 (M. linariifolia)、上記 M. alternifolia の名で販売されていることもあり、また成分は似ているがシネオールが多い[6]。

他に別の種。
- ホワイトティートゥリー M. cajuputi, M. minor - 精油は薬用また殺虫に使われる[6]。
- ブラックティートゥリー M. bracteata[6]。
- レモンセンティド・ティートゥリー M. viridiflora[6]。

カヌカ（学名 Kunzea ericoides、通称ホワイトティーツリー）もティーツリーとよばれることがある。精油の毒性試験や抗菌活性試験が行われているのはティーツリーのみであり、マヌカ、カヌカは成分組成に大きな違いがあるため、アロマテラピー（芳香療法、精油療法）で代用することはできない。
ティーオイル
化粧品などに用いられるティーシードオイル（Tea seed oil）、ティーオイル（Tea oil）は、ツバキ科の植物の種子から作られる。
Ti Tree
この綴りでは、またさらに違う似つかない木のニオイシュロラン (Cordyline australis) を指す。

## 分布
オーストラリアのみに分布。オーストラリア東海岸の亜熱帯地域。

## 特徴
日光のよく当たる場所に生育し、8メートルほどまで成長する。花期は春で、5cmほどの筒状の白色の花が密集して咲く。

## 精油の利用
先住民族のアボリジニの間では、この葉を潰して患部に付け、上から粘土パックで覆いケガや皮膚の治療などに使われてきた。西洋人は未開人の知識としてこれをなかなか受け入れられなかったが、1920-1930年代には各国で研究が行われ注目を集め、1949年には「英国薬局方」にも掲載される。
1925年にはオーストラリアのニューサウスウェールズの科学者アーサー・ペンフィールドが体系的な分析を発表し、この地方には30の蒸留器が設置された。1930年までにオーストラリア・ティーツリー・オイル社がメラゾルという製品を調剤、1930年代には、メラゾル、水溶性混濁液のティートロルという呼称で医師も使うようになった。特に、第二次世界大戦では、ティーツリー油（ティーツリーオイル、英: Tea tree oil）がオーストラリア兵の救急箱の常備薬だったが、合成薬品が登場してから注目を奪われた。1950年代には蒸留器は3つしか稼働しなかった。その後、伝統医学への関心の高まりと、副作用が比較的少ないことから、近代的な医療からも注目が再燃した。抗生物質の使用によって耐性菌が生じる問題は21世紀になり大きくなってきたが、精油は、耐性菌の出現にほとんど影響しない。
ニューサウスウェールズの北部ベリナのバンガワルビン川周辺の沼地にティーツリーの木が分布しているが、1976年にはサーズデイ・プランテーション社が再開発を行い最高品質の木を栽培している。1985年には生産量は10トンだったが、1990年には60トンとなり、1998年には需要は700トンとなった。
使用例
- 原液で使用[18]。
- ボウルの中の水やぬるま湯に何滴か垂らす[18]。
- 水性のローションでは100mlに精油25滴[18]。
- 100mlのキャリアオイルに50滴、ティースプーン（5ml）では2-3滴、シャンプーには100mlに60滴[18]。

ティーツリー精油は、プラスチックに吸収される。（またその結果、プラスチックを脆くする）

## 成分
フトモモ科の植物は自然に化学種（ケモタイプ）が生じてしまうため、産地による成分の差が大きく、同じティーツリー油でも薬効に差がある。オーストラリアには精油の品質規格があり、成分調整が行われ質は比較的安定しているが、ニュージーランド産は製品ごとの成分の差が大きいため、アロマテラピーに利用するのは難しい。
医療用では成分のテルピネン-4-オールは30%以上が求められ、一方でシネオール（1,8-シネオール）には粘膜と皮膚への刺激があるため含有量が多いものは傷や皮疹には不向きなため、少ないものを医療用に使うべきとされイギリスやオーストラリアでの規格化につながった。高品質なものではテルピネン-4-オールは35%を超え、シネオールは5%未満となる。オーストラリア・ティーツリー産業協会 (ATTIA) は、テルピネン-4-オール30%以上、シネオール15%未満という基準を満たしている場合に証明書を発行している。前述の、最高品質の木を栽培しているベリナで生産された精油では生産者はそれぞれ36%以上、7%以下を保証している。
自然界には珍しい、ビリジフロレン、ベータテルピネオール、L-テルピネオール、アリヘキサン酸エステルを含む。

## 刺激性
健全な皮膚を損傷せず毒性はないとされてきた。シネオールに対してアレルギー反応を起こしうる。アレルギーの有無を確認するためのパッチテストでは手の内側など目立たない部位に原液を塗り、1時間ほど待ち、アレルギー反応があるなら希釈するか、使用を諦める。
皮膚感作性が近年数多く報告されている。ティーツリーに含まれるシネオールによる過敏症は一般的であり、オーストラリアの精油の規格ではシネオールの含有率を低く設定している。また、精油のアレルギー性過敏症は30症例以上報告されており、新鮮な精油でも弱い作用であるがアレルゲンとなりうる。光酸化作用で生じた分解産物はアレルギー性接触皮膚炎の発症原因になると考えられている。また23カ月の乳幼児で市販の精油10ml未満を経口摂取した際に、30分後に錯乱状態になり歩行困難になった例がある（摂取後5時間以内に回復し、翌日退院している）。内服による蕁麻疹、好中球増加症、倦怠感、眠気の報告もある。シネオールの含有率が高い精油には、ユーカリ油と同様の毒性を示すものもあるが、ユーカリ油では呼吸障害、昏睡の他に死亡例も報告されているため、注意を要する。
動物の中毒
ペット向けアロマテラピーで利用されており、動物の中毒事故も多い。ティーツリーを始めとするコバノブラシノキ属の精油を、犬や猫といったペットに外用した際の中毒症状が、獣医師により多数報告されている。典型的な症状は、沈鬱、衰弱、協調運動失調、筋肉の震顫で、四肢の麻痺も見られる。
オーストラリア・ティーツリー産業協会 (ATTIA) は、ラットの半数致死量 LD50を、1.9-2.6ml/kgとした。